# Georg Kreisler
Georg Franz Kreisler (*Viena, 18 de julio de 1922; † 22 de noviembre de 2011 en Salzburgo) era un humorista, cantautor, compositor y poeta procedente de una familia austríaca de origen judío que, tras haber emigrado en 1943, se convirtió en  ciudadano estadounidense.
Kreisler dio sus primeros pasos en el mundo de la música en Estados Unidos; y a partir de la década de los cincuenta se hizo famoso en los países de habla alemana por medio de canciones tales como «Tauben vergiften», «Der Tod, das muss ein Wiener sein» y «Wie schön wäre Wien ohne Wiener». Tanto su humor -negro, profundo y poético -, como su uso de juegos de palabras tuvieron un profundo impacto sobre la escena musical de su tiempo, en especial sobre el cabaret.

## Biografía

### Infancia y juventud
Georg Kreisler nació el 18 de julio de 1922 en Viena, como fruto del matrimonio entre Siegfried Kreisler, un abogado judío y de su mujer, Hilda. Estudió en el Gymnasium Kandlgasse, en el distrito Neubau de su ciudad natal, mientras que aprendía a tocar el piano y el violín, y estudiaba teoría de la música. En 1938, tras la anexión de Austria por parte de las fuerzas nacionalsocialistas, su padre consiguió una autorización de salida para la familia, lo que le costó la pérdida de prácticamente todos sus bienes, pero les permitió viajar a los Estados Unidos pasando por Génova y Marsella, y evitar las consecuencias que poco tiempo después habría de acarrear la puesta en vigor de las leyes de Núremberg

### Etapa estadounidense
Mientras vivía en Hollywood su primo, el exitoso guionista Walter Reisch (autor de éxitos como Titanic), lo apoyó económicamente y le ayudó a ponerse en contacto con otros personajes del mundillo cinematográfico hollywoodiense.  Mientras tanto, Kreisler se movía en un círculo de muchos exiliados judeoalemanes que pretendían prosperar en este negocio, pero no sabían hablar inglés. Cuando tenía 19 años, se casó con Philine Holländer, hija del compositor Frederick Holländer, poco tiempo después la pareja se separó. Arnold Schönberg intentó hacer que lo aceptaran en la Universidad de California, lo que no fue posible porque no poseía certificados de estudios.
En 1943 el gobierno le concedió la nacionalidad estadounidense, y poco después fue llamado a filas en el ejército de este país para participar en la Segunda Guerra Mundial. Después de la fase de instrucción, lo trasladaron a Gran Bretaña, donde fue destinado a Yeovil y Devizes. Ahí colaboró con el dramaturgo Macel Prawy preparando representaciones con las que entretener a los soldados que iban a participar en las maniobras del Día D. Inmediatamente después de la guerra trabajó en el servicio de interpretación del ejército estadounidense en Alemania; participó en el interrogatorio de Julius Streicher y tuvo que tratar con Hermann Göring y con Ernst Kaltenbrünner.
Cuando volvió a los Estados Unidos, se puso a trabajar para la industria cinematográfica y colabotó, entre otros, con Chaplin. Chaplin silbó una vez para él el tema de la banda sonora de Monsieur Verdoux, y Kreisler lo anotó y se lo llevó a Hanns Eisler para que hiciera la orquestación. También era Kreisler el que tocaba las grabaciones que sonaban cuando en la pantalla aparecía Chaplin ante el instrumento.  Dado que en realidad su éxito profesional era más bien discreto, en octubre de 1946 se mudó a Nueva York.
Mientras vivía en esta ciudad, se dedicó a actuar en sus clubes nocturnos e hizo una gira por los Estados Unidos en la que presentaba las canciones que había escrito en inglés. En 1947 grabó tres discos, pero estos nunca se publicaron porque el responsable de la productora juzgó que las partes más decadentes o macabras de sus canciones eran «antiamericanas». Todavía era demasiado pronto como para poder publicar canciones como «Please Shoot Your husband» o «My Psychoanalist Is an Idiot». La falta de éxito de sus patentes críticas al sistema cultural fue una característica que se pudo apreciar a lo largo de toda su carrera. Él mismo se daba cuenta de que era típico que los contemporáneos de un satírico pasaran su trabajo por alto. Estas grabaciones de 1947, que ya todo el mundo creía perdidas, se editaron finalmente en 2005 como un anexo en forma de CD para su biografía. En 1950, Kreisler recibió una oferta de trabajo en el prestigioso Monkey Bar de Nueva York, y desde entonces actuó allí cada noche.

### Regreso a Europa
En 1955 Kreisler decidió volver a Europa en busca de mejores perspectivas, y volvió a su Viena natal donde también estaban, entre otros, con Hans Weigel, Gerhard Bronner, Peter Wehle y Helmut Qualtinger. En el Bar Marietta, en el centro de la ciudad, presentó sus primeras canciones en alemán, y participó en algunas ocasiones en el «Namenlose Ensembles (el Ensemble sin nombre)» junto con Bronner, Wehle y Qualtinger. Pero en esta época Kreisler tuvo que ir descubriendo que al público vienés no le entusiasmaban canciones como «Taubenvergiften im Park», ni mucho menos. Por algún tiempo sus canciones estuvieron censuradas en la radio pública austríaca.
En 1958 se fue a vivir a Munich, donde se dedicó a organizar noches de Chanson con la que acababa de convertirse en su tercera mujer, Topsy Küppers. En 1972 se planteó emigrar a Israel, y así lo hizo, pero a los pocos meses tuvo que volver a Alemania. En 1975 Topsy Küppers y Kreisler se separaron, y un año después él se mudó a Berlín. Desde 1977 estuvo haciendo espectáculos junto con Bárbara Peters, su compañera de vida y la que más tarde se convertiría en su mujer. Actuaban principalmente en los famosos cabarets «Die Wühlmäuse» y «Die Stachelschweine» en Berlín. Más tarde, desde 1988 vivió un tiempo en Hof bei Salzburg, hasta que en 1992 se mudó a Basilea, donde permaneció hasta mayo de 2007, año en que decidió volver a Salzburgo. Georg Kreisler tuvo un hijo fruto de su relación con Philine Holländer; y un hijo y una hija de su relación con Topsy Küppers. Su hija, Sandra, es hoy en día también cantante, actriz y locutora de radio. Además, el cantante estaba lejanamente emparentado con el virtuoso violinista y compositor Fritz Kreisler.
En 2001 Georg Kreisler se retiró de los escenarios, y desde entonces se ha dedicado a escribir novelas, cuentos cortos y ensayos, a componer y a luchar políticamente por la independencia de Suiza y contra su entrada en la Unión Europea, y en el Espacio Económico Europeo (en relación con esto, es interesante oír la canción «Der Euro»). En una carta abierta a los representantes austríacos rechazó la felicitación por su 75.º cumpleaños de parte de la nación, aduciendo que «la república austríaca todavía no se ha interesado por mí en los cuarenta años que han pasado desde que volví a Europa». Su hija Sandra comentó al respecto que «en los últimos sesenta años a nadie se le ha ocurrido honrar al emigrante Kreisler ofreciéndole devolverle su nacionalidad austríaca». El mismo Kreisler ya no se consideraba austríaco y le reprochaba al Estado el que solo le hubiera devuelto su ciudadanía a aquellas personas que se habían organizado después de la anexión, a lo que comentaba «Yo no soy austríaco de ningún modo, porque en 1945, después del final de la guerra, a los austríacos que en 1938 pasaron a ser alemanes automáticamente volvió a hacérseles austríacos, pero sólo a aquéllos que habían participado del nazismo. Quien arriesgó su vida emigrando al extranjero, como yo, nunca recuperó la ciudadanía austríaca».
En 2007 la Academia de las Artes de Berlín se encargó de recoger sus trabajos; y el 2009 se publicó su autobiografía Letzte Lieder.
El 22 de noviembre de 2011 Georg Kreisler falleció a la edad de 89 años en Salzburgo. Su mujer, Bárbara, declaró que la causa había sido una Infección severa.

## Estilo
Kreisler fue un maestro del lenguaje, tanto verbal como corporal, y era todo un virtuoso en el uso de los gestos y la mímica. Podía pasar por boca de una docena de personajes, y ser un Don Juan asesino de mujeres (en «Bidla Buh» o «Machs dir bequem Lotte»), o un empresario agresivo, pero «biempensante» (en «Kapitalistenlied»); también un buen judío hablando un perfecto yiddish con pinceladas de alemán (como en «Lieder eines jüdischen Gesellen»); hablar con el mejor acento bohemio de conserje checo en Viena (en «Telefonbuch-Polka» o «Der Bluntschli»), o hacer una parodia macabra de la empalagosa «canción vienesa» con un sentido acento de esta ciudad (en «Am Totenbett» o «Der guade alte Franz»). Se granjeó bastantes enemistadas en Suiza, que le tachaban de Nestbeschmutzer (término peyorativo que se refiere a las personas que viven de manera alternativa para criticar las estructuras sociales) por el acento suizo que usaba al cantar «Der Ausländer», y por las parodias patéticas que hizo de la «canción sentimental» («Mütterlein») y de las canciones de marineros («Der Paule»).
Desde el punto de vista estilístico, Kreisler se adscribía a la tradición de los Klavierhumoristen, cantantes satíricos que entonaban sus canciones desde detrás de un piano, haciendo de cantantes y de acompañantes al mismo tiempo. Esta modalidad artística fue fundada, en las zonas de habla alemana, a mediados de los años veinte por cantantes como Willi Rosen, Austin Egen o Hermann Leopoldi.
Sus canciones, que a veces pueden ser clasificadas como surrealistas o del absurdo (como «Zwei alte Tanten tanzen Tango», «Frühlingsmärchen» o «Bessarabien»), son muchas veces enigmáticas, están fuertemente marcadas por el humor negro, y a menudo (con el paso de los años cada vez más) contienen una crítica social y política aguda y mordaz.
Muchas de estas canciones, han pasado a ser considerados grandes clásicos, especialmente en las zonas de habla alemana. Es el caso de «Taubenvergiften im Park», « Als der Zirkus in Flammen stand», «Zwei alte Tanten tanzen Tango», «Der Musikkritiker», «Der General», «Kapitalistenlied», «Meine Freiheit, Deine Freiheit», «Wir sind alle Terroristen», así como el Ein-Frau-Musical (Musical para una sola mujer) «Heute Abend – Lola Blau».
Georg Kreisler era un anarquista reconocido, lo que también se deja ver en algunas de sus canciones, como por ejemplo en «Kapitalistenlied», «Sie sind so mies», «Ihr wisst gar nichts», «Wenn alle das täten», o «Schwärmerei».

## Pleito por los derechos de autor de «Heute Abend: Lola Blau»
En 1984, mientras leía el programa de mano de un teatro vienés, Kreisler descubrió que su exmujer Topsy Küppers se estaba haciendo pasar por la autora una obra de teatro suya, «Heute Abend: Lola Blau». Después de un proceso penal de catorce años en el que al principio el tribunal había dado la razón a los argumentos de Küppers, se reconoció los derechos de Kreisler.

## Acusaciones de plagio
En distintas ocasiones Kreisler fue acusado de plagio por las similitudes textuales y musicales de sus canciones con obras de otros autores; por lo que se le acusó de haber utilizado ideas y materiales de otras personas sin reconocerlo tal y como está establecido. Por ejemplo, la canción «Ich hab' deine Hand» es bastante similar a «I hold your hand in mine, dear», de Tom Lehrer, que había sido publicada antes (en 1953) en el álbum songs by Tom Lehrer. «Taubenvergiften im Park», de Kreisler muestra parecidos con otra canción de Lehrer, «Poisoning Pigeons in the Park»; y parece que éste había tendo ocasión de escuchar grabaciones de Lehrer entre 1953 y 1955. Gerhard Bronner, con quier Kreisler estuvo trabajando después de su regreso a Viena, declaró en su autobiografía que ya entonces Kreisler conocía la canción. Por otro lado, su canción «Das Mädchen mit den drei blauen Augen» se parece a «The Girl with the Three Blue Eyes», de Abe Burrows, que había sido grabada por primera vez en 1950.
En su autobiografía Die alten, bösen Lieder, Kreisler niega haber cometido semejantes plagios. Sobre este tema dice, entre otras cosas: «De ningún modo quiero afirmar que Lehrer me ha robado esa canción, porque yo no era más listo que él. Es posible que haya muchas variantes. Quizás alguien oyó mi canción y le dio la idea sin decirle mi nombre. Del mismo modo, es posible que los dos tuviéramos la misma idea cada uno por su parte.»
Por otro lado, el mismo Tom Lehrer dijo una vez en una entrevista: «Me gustaría agradecerle a Georg Kreisler que acerque mis canciones al público alemán».

## Premios
- 1994: Goldenes Ehrenzeichen der Stadt Wien, reconocimiento otorgado por la ciudad de Viena
- 2003: Prix Pantheon, concurso de artistas de cabaret alemanes, que Kreisler ganó en la categoría de «Reif & Bekloppt», es decir, algo así como «maduro y pirado»
- 2004: Richard-Schönfeld-Preis für literarische Satire, otorgado por la fundación cultural de la ciudad de Hamburgo
- 2004: Bayerischer Kabarettpreis, premio de cabaret de Baviera, en que ganó el  «Der Goldene Spaten», el premio de honor.
- 2004: Se le otogra una estrella en el Sterne der Satire – Walk of Fame des Kabaretts, paseo de los cabaretistas más famosos en Mainz
- 2010: Premio Friedrich Hölderlin

## Obra
Se puede encontrar un catálogo bueno, pero no exhaustivo de las obras de Georg Kreisler en las páginas 297 a 311 del libro'Georg Kreisler gibt es gar nicht. Die Biografie..

### Discografía

#### Singles y EP
- Please Shoot Your Husband (que contiene: «It’s Great to Lead an Antiseptic Life» / «My Psychoanalist is an Idiot»; «Please Shoot Your Husband» / «I Hate You»; «Frikashtasni» / «What Are Little Girls Made of?»), Set con tres discos de 10″/ 78/min (grabado en 1947 por RCA Víctor y no fue publicado; ver CD, 2005)
- Joker II (contiene: «Sex is a Wonderful Habit» / «What Are Little Girls Made of?» / «Dirty Ferdy» / «Good Old Ed»), Amadeo 1958
- Zyankali Rock’n Roll (contiene: «Zyankali Rock’n Roll» / «Taubenvergiften»), Amadeo 1958
- Das Beste aus Kreisler's Digest (contiene: «Geh’n ma Tauben vergiften …» / «Zwei alte Tanten tanzen Tango» / «Biddla Buh» / «Das Triangel»), Electrola 1959
- Das Kabinett des Dr. Kreisler (contiene: «Weihnachten ist eine schöne Zeit» / «Der Liebesbrief» / «Sport ist gesund» / «Bach in Boogie-Woogie»), Electrola 1959
- Das Testament des Dr. Kreisler (contiene: «Der Karajanuskopf» / «Die Frau» / «Onkel Fritz» / «Telefonbuchpolka»), Electrola 1960
- Schon wieder der Kreisler (contiene: «Der Musikkritiker» / «Marie Galetta»), Electrola 1960
- Eine Musterpackung guter Laune (contiene: «La malade à la mode» (de Helen Vita) / «Du bist neurotisch»), Beiersdorf Werbeplatte 1960
- Das gibt es nur bei uns in Gelsenkirchen (contiene: «Gelsenkirchen» / «Der Weihnachtsmann auf der Reeperbahn»), Favorit 1961
- Lieder zum Fürchten (contiene: «Als der Zirkus in Flammen stand» / «Der Paule» / «Dreh das Fernsehen ab» / «Wiegenlied»), Favorit 1963
- Max auf der Rax (contiene: «Max auf der Rax» / «Die Wanderniere» / «Alpenglüh’n»), Philips 1963

#### LP
- Vienna Midnight Cabaret mit Georg Kreisler. Amadeo 1957
- Vienna Midnight Cabaret mit Georg Kreisler II. Amadeo 1958
- Seltsame Gesänge. Philips 1959
- Seltsame Liebeslieder. con Bill Grah y su banda, Amadeo 1961
- Kreisler Meets Love Meets Jazz (contiene: «You Bore me / «Please Shoot Your Husband» / «Antiseptic Life» / «Butler Burton» / «I Hate You» / «Frikashtasni», entre piezas de jazz), Amadeo 1961/62
- Sodom und Andorra., una parodia de la obra de teatro Andorra, de Max Frisch, Grabación, Preiser 1962
- Die Georg Kreisler Platte. Preiser 1962
- Lieder zum Fürchten. Preiser 1963
- Unheilbar gesund. Preiser 1965
- Polterabend. Canciones de la obra de teatro del mismo título escrita por Georg Kreisler con Brigitte Brandt, Topsy Küppers, Erich Kleiber, Gunnar Möller, Herbert Prikopa y Harry Tagore, Preiser 1965
- „Nichtarische“ Arien. Preiser 1966
- Sieben Galgenlieder de Georg Kreisler y Blanche Aubry, con textos de  Christian Morgenstern, con música y bajo la batuta de Friedrich Gulda, Preiser 1967
- Die heiße Viertelstunde con Topsy Küppers, Preiser 1968
- Anders als die andern con Topsy Küppers, Preiser 1969
- Der Tod, das muss ein Wiener sein con Topsy Küppers, Preiser 1969
- Everblacks. Intercord 1971
- Kreisleriana. Preiser 1971
- Literarisches und Nichtarisches. Preiser 1971
- Heute Abend: Lola Blau.  Musical para una mujer y dos pianos, con Topsy Küppers y Georg Kreisler y Heinz Hruza al piano, Preiser 1971
- Hurra, wir sterben, Extraído del espectáculo de cabaret homónimo con Georg Kreisler, Mathias Lange, Elena Manta, Ursula Oberst und Fritz Stavenhagen, Preiser 1971
- Vorletzte Lieder. Preiser 1972
- Everblacks Zwei. Intercord 1974
- Allein wie eine Mutterseele. Preiser 1974
- Kreislers Purzelbäume. Preiser 1975
- Rette sich wer kann. Intercord 1976
- Liebeslieder am Ultimo. Intercord 1977
- Mit dem Rücken gegen die Wand con Bárbara Peters, Preiser 1979
- Everblacks Drei. Intercord 1980
- Gruselkabinett junto con Barbara Peters, Preiser 1981
- Elefantenhochzeit, música para la obra de teatro homónima, Austro Mechana 1982
- Taubenvergiften für Fortgeschrittene con Barbara Peters, 1983
- Wo der Pfeffer wächst con Barbara Peters, Preiser 1985
- Wenn die schwarzen Lieder wieder blüh’n con Barbara Peters, Turicaphon 1987

#### CD
- Fürchten wir das Beste con Barbara Peters, kip 1996
- Die alten, bösen Lieder. kip 1997
- Lieder eines jüdischen Gesellen. kip 1999
- Als der Zirkus in Flammen stand con Barbara Peters, kip 1999
- Der Aufstand der Schmetterlinge. ópera,  doble CD, kip 2000
- Worte ohne Lieder. audiolibro, kip 2001
- Wenn ihr lachen wollt … con Barbara Peters, kip 2001
- Lieder gegen fast alles con Barbara Peters, kip 2002
- Das unveröffentlichte Plattendebüt von 1947 sobre  Georg Kreisler gibt es gar nicht. Sony Music/Scherz 2005
- Adam Schaf hat Angst. Musical para un solo actor, con Tim Fischer, Sony BMG 2007

### Espectáculos

#### Escritos por Georg Kreisler
- Atempause:  Comedia, nunca ha sido representada (1962)
- Mord nach Noten:  Serie de televisión de gérnero negro con canciones. Encargada, pero nunca producida (1962)
- Sodom und Andorra:  parodia de un acto de Andorra, de Max Frisch, encargonunca producida (solo como pieza para escuchar en LP/CD) (1965)
- Polterabend:  se estrenó el 26 de diciembre de 1965 en el Bernhard-Theater de Zürich,y más tarde se presentó en el Komödie Berlin, en el Theater an der Wien y que se llevó a hacer una gira (1965)
- Hölle auf Erden:  Operettacon música de Jacques Offenbach, se representó solo en el Opernhaus Nürnberg (1969)
- Heute Abend: Lola Blau: Musical para una actriz. Se estrenó en 1971 en el Theater in der Josefstadt con Topsy Küppers. Desde entonces se ha vuelto a producir con cierta regularidad, también traducido a otras lenguas. (1971)
- Der tote Playboy:  Comedia musicada que se represenó solamente en el Landestheater Salzburg (1975)
- Elefantenhochzeit:  de Wolfgang Lesowsky y Günther Nenning, con música de Georg Kreisler. Se presentó en el Opernhaus Graz (y también fue editado como LP) (1981)
- Maskerade, Operetta, con libretto y textos de Walter Reisch, y música de Georg Kreisler. Se estrenó en los escenarios de la Wiener Festwochen, en el teatro de laJosefstadt, bajo la dirección musical de Kreisler. Más tarde fue producido en dos ocasiones más (1983)
- Oben:  comedia musical que se representó en el Landestheater en Salzburg y en el Landestheater de Linz (1989)
- Die schöne Negerin:  Comedia con música, que no ha sido producida (1989)
- Das deutsche Kind:  obra de teatro satírica con música. Se estrenó en el Komödie de Dresde, y no ha vuelto a ser representada (1991/2001)
- Willkommen zu Hause:  Comedia musicada que no ha sido producida (1995)
- Ein Tag im Leben des Propheten Nostradamus: comedia musmusical. Se estrenó en el Anhaltisches Theater de Dessau y no ha vuelto a ser producida (1996)
- Der Klezmer:  Libretto para un musical sin canciones para un grupo de  Klezmer y una actriz. Escrito y producido en 2008como encargo del Rocktheater de Dresde (1997)
- Mister Elfenbein:  un musical con música de Art Paul que no ha sido producido (1999)
- Du sollst nicht lieben:  musical para dos personajes en 17 escenas con música de, entre otros,  Beethoven, J.S.Bach, Liszt, Verdi. Se estrenó en la cerrajería de la Schauspielhaus de Köln, y entre 1999 y 2002 se representó en 16 ciudades (1999)
- Der Aufstand der Schmetterlinge:  se estrenó el 11 de noviembre de 2000 en la Sofiensäle de Viena, y solo ha sido representada en cinco ocasiones (aunque también hay una versión en CD) (2000)
- Adam Schaf hat Angst oder: Das Lied vom Ende: Musical para un solo personaje, estrenado en el  Berliner Ensemble con Tim Fischer como protagonista (2002);en 2006 se presentó en el Schmidt-Teater de Hamburgo una nueva versión, también con Tim Fischer
- Aquarium oder: Die Stimme der Vernunft: ópera. Se estrenó el 14 de noviembre se 2009 en el Volkstheater de Rostock, con escenografía de Corny Littmann[19]

#### Versiones
- Die Fee de Ferenc Molnár: versión para la  televisión alemana (1957)
- Der böse Geist Lumpazivagabundus, de Johann Nestroy: reelaborada con canciones para el  Festival de Salzburgo (1962)
- Geld oder Leben (originalmente llamadaDavid und Goliath), de Georg Kaiser: reelaborada con canciones por encargo, pero nunca presentada (1966)
- Das Glas Wasser oder: Ursache und Wirkungen de Eugène Scribe: se elaboró una nueva traducción y un acompañamiento musical, se presentó en el  Burgtheater de Viena con Boy Gobert, y luego en muchos otros escenarios (1967)
- El Pajarero, de Carl Zeller: reelaborada con nuevos textos. Se presentó en la televisión y en algunos teatros. (1968)
- Das Orchester',' de Jean Anouilh: reelaborada para que conformara un musical completo. Fue representado en una gira que duró cinco meses (1985)
- Bonifácio und die Billionen, de João Bethencourt: se elaboró una nueva traducción, y se produjo en varios teatros (1985)
- Jacobi und Leidental, de Hanoch Levin: reelaborada con canciones, se presentó solamente en el teatro K&K de Viena  (1985)
- Tirili, de Otto Grünmandl: reelaborada y musicalizada, se presentó en el Volksschauspiele del Tirol, en Telfs y en el Teatro de Münster (1993)

### Obras literarias

#### Obras que escribió Georg Kreisler
- Zwei alte Tanten tanzen Tango. Sanssouci, Zürich 1961
- Der guate, alte Franz. Sanssouci, Zürich 1962
- Sodom und Andorra. Estam, Schaan 1963
- Lieder zum Fürchten. Sanssouci, Zürich 1964
- Mutter kocht Vater und andere Gemälde der Weltliteratur, illustriert vom Künstler selbst. Karl Schwarzer, Wien 1967
- Nichtarische Arien. Sanssouci, Zürich 1967
- Ich weiß nicht, was soll ich bedeuten. Texte. Mit zwei Lobeserklärungen von Hans Weigel. Artemis, Zürich 1973
- Ich hab ka Lust.Henschel, Berlin/DDR 1980
- Taubenvergiften für Fortgeschrittene. Heyne, München 1983
- Lola Blau und Nichtarische Arien. Henschel, Berlin/DDR 1985
- Worte ohne Lieder. Satiren. Neff, Wien 1986
- Ist Wien überflüssig? Satiren über die einzige Stadt der Welt, in der ich geboren bin. Ueberreuter, Wien 1987
- Die alten bösen Lieder. Ein Erinnerungsbuch mit Liedertexten. Ueberreuter, Wien 1989 (al parecer casi toda la edición fue destruida por problemas con agua ), nueva edición: kip, Dinslaken 1997
- Ein Prophet ohne Zukunft. Diana, Zürich 1990
- Das Auge des Beschauers. Mit Illustrationen von Christof Gloor. Nebelspalter, Rorschach 1995
- Der Schattenspringer.  Edition día, Berlín 1995
- Heute leider Konzert. Drei Satiren. (también contiene Mutter kocht Vater und andere Gemälde der Weltliteratur). Konkret, Hamburg 2001
- Wenn ihr lachen wollt... Ein Lesebuch. Edition Memoria, Hürth/Wien 2001, ISBN 3-930353-14-8.
- Lola und das Blaue vom Himmel. Eine Erinnerung. Edition Memoria, Hürth/Wien 2002, ISBN 3-930353-18-0.
- Mein Heldentod. Poesía y Prosa. Arco, Wuppertal 2003, ISBN 3-9808410-3-0.
- Alles hat kein Ende. Novela. Arco, Wuppertal 2004, ISBN 3-9808410-7-3.
- Leise flehen meine Tauben. Gesungenes und Ungesungenes. Fischer, Frankfurt am Main 2005, ISBN 3-596-16946-1.
- Letzte Lieder. Autobiografía. Arche, Zürich/Hamburg 2009, ISBN 978-3-7160-2613-7.
- Zufällig in San Francisco. Unbeabsichtigte Gedichte. Verbrecher, Berlín 2010, ISBN 978-3-940426-46-8.
- Anfänge – Eine literarische Vermutung.Atrium, Zürich/Hamburg 2010, ISBN 978-3-85535-365-1.
- Georg Kreisler für Boshafte. Insel, Berlín 2010, ISBN 978-3-458-35346-1.
- Ein Prophet ohne Zukunft. Roman. Vollständig überarbeitete Neuausgabe Verbrecher, Berlín 2011, ISBN 978-3-940426-71-0.